# Boubé Zoumé
Boubé Zoumé (* 30. Dezember 1951 in Gaya; † 15. Januar 1997 in Niamey) war ein nigrischer Schriftsteller. 
Boubé Zoumé stammte aus einer Familie von Fischern am Fluss Niger, die der Volksgruppe der Songhai-Zarma angehörten. Er studierte Betriebswirtschaft in der Hauptstadt Niamey. Zoumé gilt als einer der bedeutendsten nigrischen Lyriker. Er schrieb in französischer Sprache. 1977 erschien sein bekanntestes Werk, die Gedichtesammlung Les souffles du cœur. Sein Buch Talibo, l’enfant du quartier, das 1996 herauskam, erzählt vor dem Hintergrund der gesellschaftlichen Auflösung die Geschichte eines Jungen in der Koranschule.